# The Temptress
The Temptress és una pel·lícula muda de drama romàntic estatunidenca del 1926 dirigida per Fred Niblo (i Mauritz Stiller, no acreditat) i protagonitzada per Greta Garbo, Antonio Moreno, Lionel Barrymore i Roy D'Arcy. Es va estrenar el 10 d'octubre de 1926. La pel·lícula melodrama es basava en la novel·la La tierra de todos de Vicente Blasco Ibáñez adaptada per a la pantalla per Dorothy Farnum.

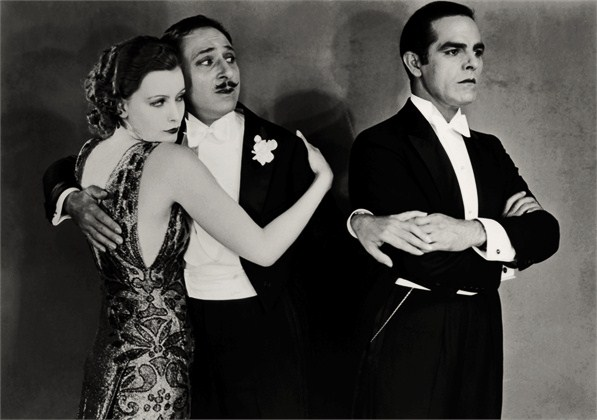
Garbo, Moreno i Kaliz en una escena de la pel·lícula

## Sinopsi
L'enginyer Manuel coneix la fabulosa Elena en un ball de màscares a París. S'enamoren. En Manuel s'assabenta ràpidament que Elena està casada, amb un marquès, i que fins i tot va portar un dels seus amants a la fallida i al suïcidi. Entre el seu amor (i la seva decepció) per aquesta dona i la seva carrera, Manuel tria aquesta darrera i una obra enorme. Manuel se'n va a l'Argentina a construir una presa.
Temps després, el marquès i la seva dona es van establir a l'Argentina, fugint d'un escàndol a Europa. Manuel i Elena tornen a enfrontar-se entre ells i la seva atracció mútua. Tots els homes presents són seduïts per aquesta dona divina.
Un bandoler i esvalotador de l'obra, Manos, insulta l'Elena i té lloc un duel amb un fuet entre ell i Manuel que ve a defensar l'honor d'Elena. Manuel guanya ridiculitzant Manos. L'Elena i el Manuel s'apropen més quan ella el cura després de la baralla.
Manos vol venjar-se, posa un parany a Manuel i és el marquès qui és assassinat. La presa també està minada pel bandoler. Finalment, Elena marxa de l'Argentina. Uns anys més tard, Manuel torna a París i es troba amb una Elena esvaïda, gairebé errant.

## Repartiment
- Greta Garbo: Elena
- Antonio Moreno: Manuel Robledo
- Marc McDermott: M.Fontenoy
- Lionel Barrymore: Canterac
- Armand Kaliz: Marquès de Torre Bianca
- Roy D'Arcy: Manos Duras
- Robert Anderson: Pirovani
- Francis McDonald: Timoteo
- Hector Sarno: Rojas
- Virginia Brown Faire: Celinda
- Steve Clemente: Salvadore
- Louis Mercier: un venedor de diaris

## Production

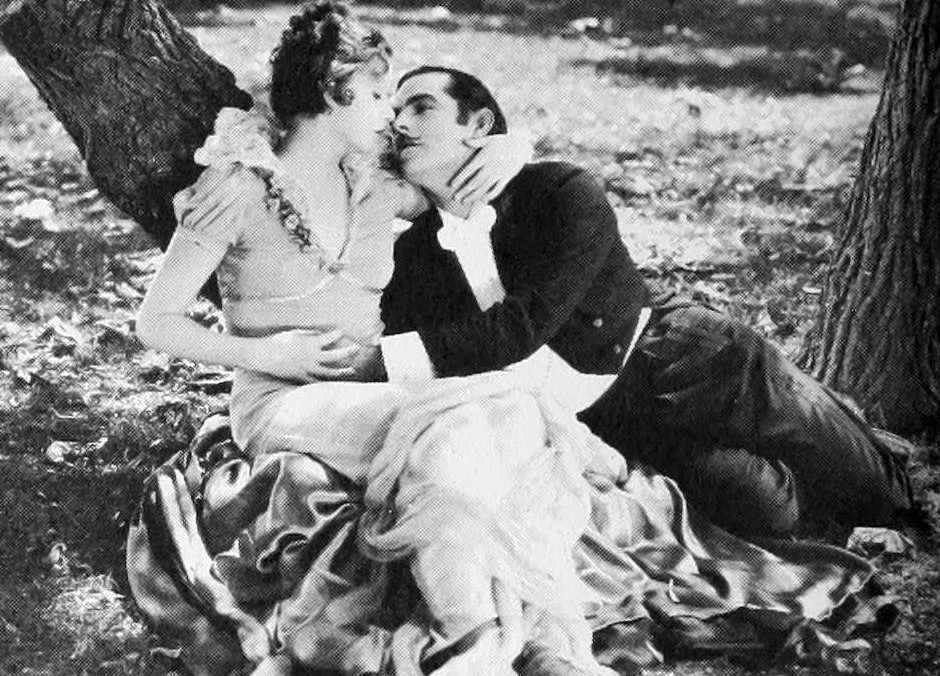
Garbo i Moreno

Originalment era programat que Mauritz Stiller dirigís la segona pel·lícula de Greta Garbo per a MGM. No obstant això, després de lluitar per treballar com a director dins del sistema d'estudis de Hollywood, va ser retirat de la direcció i substituït per Fred Niblo. Els decorats foren dissenyats pel director artístic James Basevi.
Malgrat les seves dificultats de rodatge, The Temptress va resultar ser un èxit, mostrant els primers signes del potencial de carrera de Garbo. Va recaptar 587.000 dòlars a nivell nacional i 378.000 dòlars internacionals, el seu brut mundial va ser de 965.000 dòlars, tot i que va perdre 43.000 dòlars.
Després que Louis B. Mayer va veure la pel·lícula acabada, va quedar tan deprimit al final que va ordenar que es fes un final feliç alternatiu. Els cinemes de l'època tenien l'opció de quin final mostrar, depenent del que creien que eren els gustos del seu públic.

## Recepció
Mordaunt Hall va dir: "En molts aspectes, aquesta imatge és una obra distingida, en la qual Fred Niblo, el director, manté l'audiència en viu. És un fotodrama en què els productors no satisfan l'atractiu popular retratant un final feliç."

## Mitjans domèstics
La pel·lícula va ser llançada en DVD el 6 de setembre de 2005 per Warner Home Video com a part de la col·lecció Greta Garbo que també inclou la pel·lícula Flesh and the Devil al mateix disc. També es va incloure el final alternatiu.